# Севіль (фільм, 1929)
Про однойменний азербайджанський фільм див. Севіль (фільм, 1970)
«Севіль» (рос. «Севиль») — фільм вірменського кінорежисера Амо Бек-Назаряна. Інша назва «Жінка Азербайджану». За мотивами однойменної п'єси Джафара Джабарли.

## Сюжет

Кадр з фільму

Азербайджан, 1919 рік — часи панування мусаватистів. Балаша, члена мусаватистськой партії, призначають директором банку. Алі-бек, спекулянт і пройдисвіт, намагається отримати у банці позику. Балаш відмовляється. Тоді Алі-бек знайомить його з красунею Еділ. Банкір закохується у Еділ, і та домагається його розлучення з дружиною. За законами шаріату при розлученні у Севіль відбирають її маленького сина. Позбувшись коштів для існування, вона поступає служницею у заможню сім'ю. У вільний час Севіль бере уроки у сестри Балаша, яка, зненавидівши Еділ, покинула будинок брата. Коли до Баку прийшла Радянська влада, Севіль була однією з перших жінок Азербайджану, які встали на її захист. П'єса «Севіль» закликала до розкріпачення жінки-азербайджанки.

## Актори
- А. Безірганов — Алі-бек
- Белла Білецька — Еділ
- Джанет — Gulus
- Ага-садих Герайбейлі — Балаш
- Мустафа Марданов — Atakisi
- Іззет Оруджзаде — Севіль
- Летіф Сафаров — Гюндюз